# 哈斯萊倫山
47°25′28″N 8°25′17″E / 47.42446°N 8.42136°E

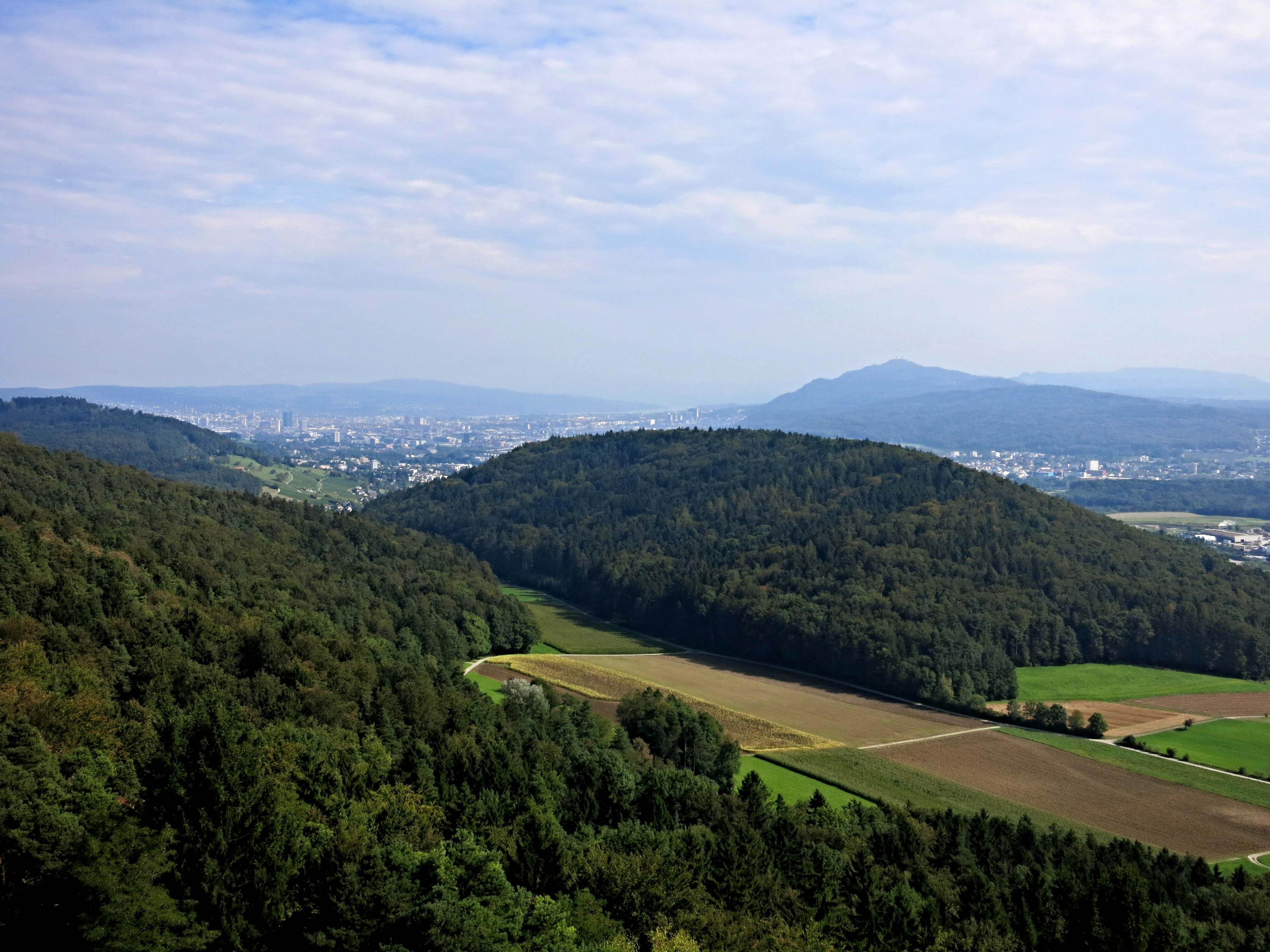

哈斯萊倫山（Hasleren）是瑞士的山峰，位於該國北部，由蘇黎世州負責管轄，處於盖罗尔茨维尔，距離阿爾特貝格山0.9公里，海拔高度583米。